# AC Sampierdarenese
Associazione Calcio Sampierdarenese byl italský fotbalový klub, založený ve městě Sampierdarena, které bylo roku 1926 připojeno k Janovu, v regionu Ligurie.
Klub byl založen v 19. března roku 1899 jako Società Ginnastica Sampierdarenese. Klub působil ve dvou různých období a to v letech 1899 až 1927 a poté v letech 1931 do 1946. V obou případech přestala existovat po sloučení s klubem SG Andrea Doria, čímž poprvé vdechla život AC La Dominante a podruhé Sampdorii.

## Změny názvu klubu
- 1900 – 1926/27 – SG Sampierdarenese (Società Ginnastica Sampierdarenese)
- 1931/32 – 1936/37 – AC Sampierdarenese (Associazione Calcio Sampierdarenese)
- 1937/38 – 1944/45 – AC Liguria (Associazione Calcio Liguria)
- 1945/46 AC Sampierdarenese (Associazione Calcio Sampierdarenese)

## Získané trofeje

### Vyhrané domácí soutěže
- 2. italská liga (2×)

1933/34, 1940/41
- 3. italská liga (1×)

1931/32

## Účast v ligách
| Úroveň soutěže | Název soutěže (nynější název) | První hraná sezona | Poslední hraná sezona | celkem odehraných sezon |
| -------------- | ----------------------------- | ------------------ | --------------------- | ----------------------- |
| 1              | Serie A                       | 1900               | 1945/46               | 18                      |
| 2              | Serie B                       | 1932/33            | 1940/41               | 3                       |
| 3              | Serie C                       | 1931/32            | 1931/32               | 1                       |

Historická tabulka Serie A od sezony 1929/30 do 2021/22.
| Celkové místo | Odehraných sezon | Celkem bodů | Celkem zápasů | Celkem výher | Celkem remíz | Celkem proher | Celkové skore |
| ------------- | ---------------- | ----------- | ------------- | ------------ | ------------ | ------------- | ------------- |
| 45            | 8                | 202         | 240           | 68           | 66           | 106           | 261:379       |

## Fotbalisté

### Historické statistiky
| Počet utkání | Počet utkání        | Počet utkání |  | Počet branek | Počet branek     | Počet branek |
| Pořadí       | Jméno               | Počet        |  | Pořadí       | Jméno            | Počet        |
| 1.           | Mario Malatesta     | 189          |  | 1.           | Cherubino Comini | 49           |
| 2.           | Vittorio Profumo    | 148          |  | 2.           | Riccardo Fossati | 34           |
| 3.           | Ercole Carzino      | 145          |  | 3.           | Gipo Poggi       | 29           |
| 4.           | Gipo Poggi          | 140          |  | 4.           | Luigi Cambiaso   | 25           |
| 5.           | Edgardo Ciancamerla | 139          |  | 10.          | Giacomo Mura     | 25           |

### Na velkých turnajích

#### Vítěz Olympijských her
Jen jeden hráč se stal olympijským vítězem, když hrál za klub.
- Bruno Venturini (OH 1936)

### Další známí hráči v klubu
- Ercole Carzino (1918–1927, 1931/32) reprezentant
- Federico Munerati (1933/34) reprezentant
- Delfo Bellini (1918–1921) reprezentant